# 弗朗西斯科·達科斯塔·戈麥斯
弗朗西斯科·達科斯塔·戈麥斯（葡萄牙語：Francisco da Costa Gomes；1914年6月30日—2001年7月31日），葡属澳门官方譯名為高美士，葡萄牙軍官及政治人物。1974年康乃馨革命後曾擔任救国军政府主席和第15任總統。
弗朗西斯科·達科斯塔·戈麥斯来自一个有11个子女的大家庭（其中3个在成年前就去世了），他幼年丧父。由于家境贫寒，他的母亲决定把他送到军校，这样他就可以在那里继续他的学业，为他的军旅生涯做准备。关于自己的军旅生涯，他后来说：“如果我有选择，我不会选择去当兵。”